# Atractus typhon
Atractus typhon — вид змій родини полозових (Colubridae). Ендемік Колумбії.

## Поширення і екологія
Atractus typhon відомі з типової місцевості, розташованої в муніципалітеті Барбакоас в колумбійському департаменті Нариньйо, на висоті 600 м над рівнем моря. Вони живуть у вологих тропічних лісах.